# 米代町
米代町（よねしろちょう）は、秋田県北秋田市鷹巣地域にある地名。郵便番号は018-3323。住居表示実施済み。

## 地理
北秋田市の北部中央、鷹巣市街地の南に位置する。北部中央に浄運寺が、南端に大型商業施設がある。北端を都市計画道路 農林高校中岱線が、東端を駅前陣場岱線が通る。
北は住吉町、東は東横町、南は鷹巣字上家下、西は大町に隣接する。

## 歴史

### 沿革
- 1981年（昭和56年）10月1日 - 住居表示実施[1]に伴い、鷹巣字の東鷹巣西側、東屋敷西側、寺東、南家後東側の区域[5]をもって米代町が設置される。

## 世帯数と人口
2020年（令和2年）10月1日現在の世帯数と人口は以下の通りである。
| 町丁   | 世帯数 | 人口 | 人口  | 人口  |
| 町丁   | 世帯数 | 男   | 女    | 計    |
| ------ | ------ | ---- | ----- | ----- |
| 米代町 | 75世帯 | 86人 | 101人 | 187人 |

### 世帯数と人口の変遷
国勢調査による世帯数と人口の推移。
| 1995年（平成07年） | 207世帯 |  |  | 376人 |  |  |
| 2000年（平成12年） | 109世帯 |  |  | 255人 |  |  |
| 2005年（平成17年） | 90世帯  |  |  | 233人 |  |  |
| 2010年（平成22年） | 78世帯  |  |  | 221人 |  |  |
| 2015年（平成27年） | 73世帯  |  |  | 192人 |  |  |
| 2020年（令和02年） | 75世帯  |  |  | 187人 |  |  |

## 小・中学校の学区
市立小・中学校に通う場合、学区は以下の通りとなる。
| 街区 | 小学校               | 中学校               |
| ---- | -------------------- | -------------------- |
| 全域 | 北秋田市立鷹巣小学校 | 北秋田市立鷹巣中学校 |

## 交通

### 鉄道
最寄り駅は松葉町にあるJR東日本奥羽本線・鷹ノ巣駅と隣接する秋田内陸縦貫鉄道秋田内陸線・鷹巣駅である。

### 道路

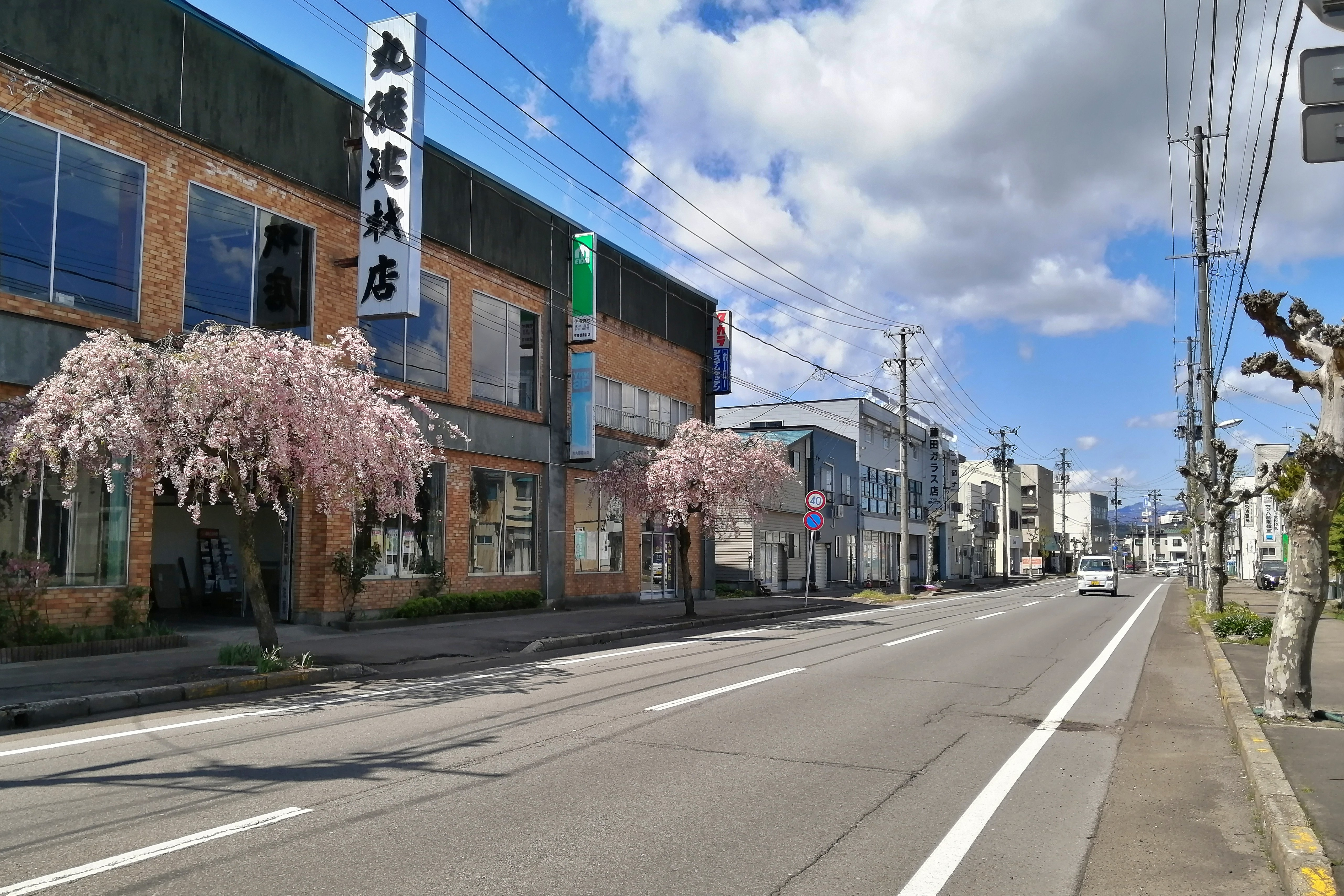
都市計画道路 駅前陣場岱線

- 都市計画道路
  - 駅前陣場岱線（幅員18m）
  - 農林高校中岱線（幅員18m）

### バス
秋北バス
- 沖田面・合川線
- 七座・薬師山スキー場線
- 米内沢・鷹巣・大館線
- 鷹巣-北秋田市民病院前
- 鷹巣-米内沢-ダム入口

## 施設

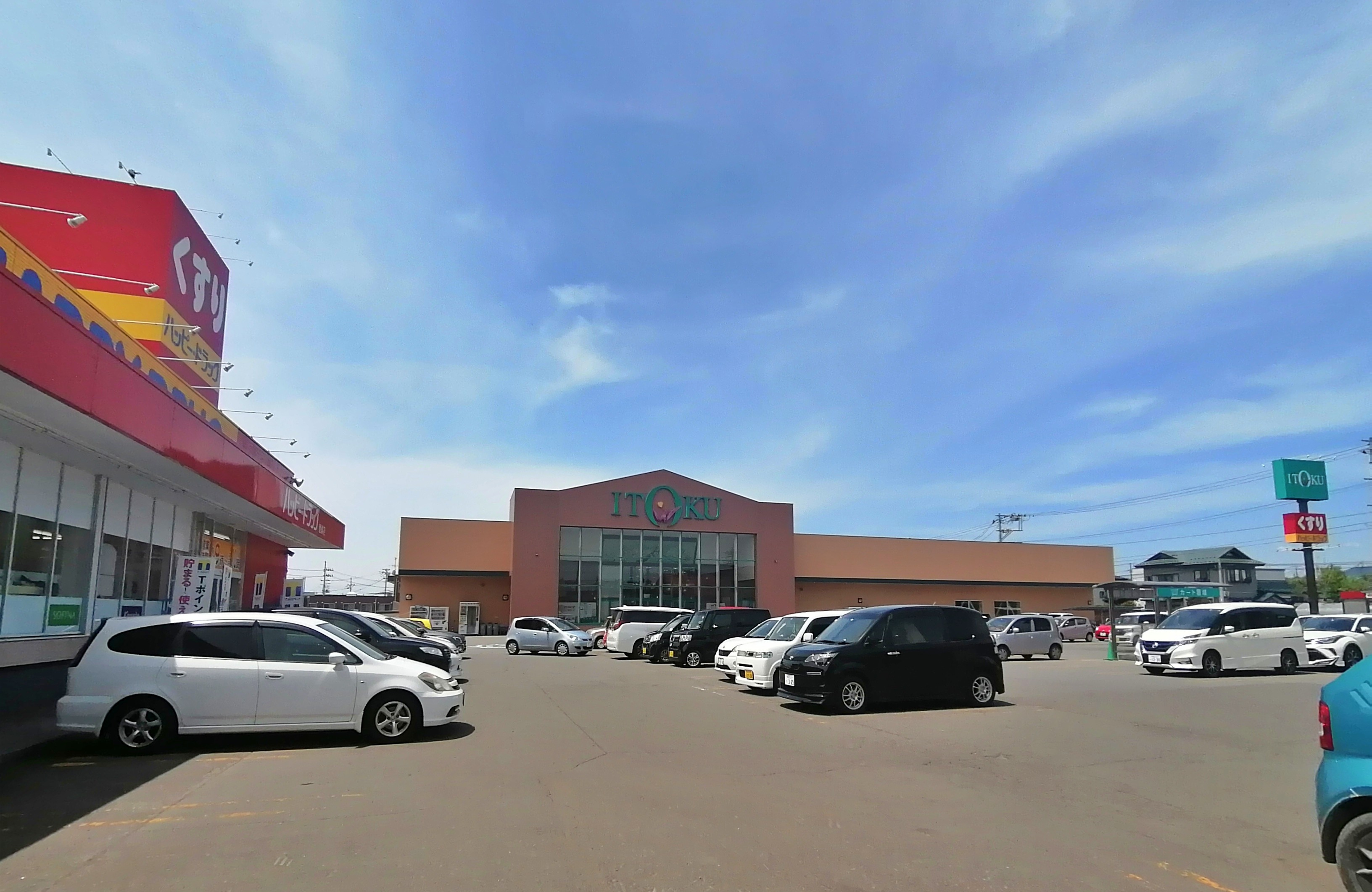
いとく 鷹巣南店

- 浄運寺
- 沢口歯科医院
- いとく 鷹巣南店
- 株式会社 秋北新聞社
- ハッピー・ドラッグ 鷹巣店
- たかのすケアセンターそよ風

## 史跡
- 明治天皇鷹巣行在所跡 - 市指定文化財[12]